# Burkina Faso op de Olympische Zomerspelen 2016
Burkina Faso nam deel aan de Olympische Zomerspelen 2016 in Rio de Janeiro, Brazilië. Net als in 2012 namen vijf Burkinese atleten deel aan de Spelen. Burkina Faso wacht nog steeds op haar eerste olympische medaille.

## Deelnemers en resultaten
(m) = mannen, (v) = vrouwen 

### Atletiek
| Olympiër             | Discipline             | Resultaat | Prestatie                             |
| -------------------- | ---------------------- | --------- | ------------------------------------- |
| Hugues Fabrice Zango | hink-stap-springen (m) | 34e       | kwalificatie groep B: 17de met 15,99m |
|                      |                        |           |                                       |
| Marthe Koala         | 100m horden (v)        | 43e       | serie 4: 8ste in 13,41                |

### Judo
| Olympiër         | Discipline | Resultaat | Prestatie                           |
| ---------------- | ---------- | --------- | ----------------------------------- |
| Rachid Sidibe VO | +100kg (m) | 17e       | 1ste ronde: V van UKR Khammo: ippon |

### Zwemmen
| Olympiër              | Discipline         | Resultaat | Prestatie             |
| --------------------- | ------------------ | --------- | --------------------- |
| Thierry Sawadogo      | 50m vrije slag (m) | 67e       | serie 2: 2de in 26,38 |
|                       |                    |           |                       |
| Angelika Ouedraogo VS | 50m vrije slag (v) | 67e       | serie 3: 7de in 33,70 |